# 懐玉斎正次
懐玉斎 正次（かいぎょくさい まさつぐ、1813年10月6日〈文化10年9月13日〉 - 1892年〈明治25年〉1月21日）は、幕末から明治時代に活躍した根付師である。本姓は安永。懐玉斎は号。

## 経歴・人物
大坂（現在の大阪市）に生まれる。
若くして彫刻に興味を持ち、象牙を使用した彫物や木彫物、根付の制作に従事した。後に正次の作品は海外に伝えられたと見られ、独特の作法で著名な彫刻家になったといわれている。また、彫刻以外に書道も得意とした。

## 海外の美術館収蔵品
ロサンゼルス・カウンティ美術館 レイモンド・アンド・フランシス・ブシェル寄託資料
| 作品名                                               | 資料番号       | 大きさ（センチ、インチ）                          | 素材                   | 備考   |
| ---------------------------------------------------- | -------------- | ------------------------------------------------- | ---------------------- | ------ |
| "No Evil" Monkey （三猿）                            | AC1998.249.87  | 3.3 x 3.3 x 3.1 cm （1 5/16 x 1 5/16 x 1 1/4 in） | 琥珀（ぶどう酒色）     | [ 4 ]  |
| Zodiac Animals （干支の動物）                        | M.87.263.41    | 4.1 x 4.2 x 2.2 cm （1 5/8 x 1 5/8 x 7/8 in）     | 象牙によごし、墨、象嵌 | 流砂型 |
| Sleeping Cats （眠り猫）                             | AC1998.249.80  | 4.1 x 2.8 x 2.5 cm （1 5/8 x 1 1/8 x 1 in）       | 象牙に墨、赤色の塗料   | [ 6 ]  |
| Wild Boars （亥）                                    | AC1998.249.172 | 3.4 x 3.1 x 3.0 cm （1 5/16 x 1 1/4 x 1 3/16 in） | 象牙に墨、象嵌         | [ 7 ]  |
| Zodiac Animalss （干支の動物）                       | AC1998.249.57  | 4.1 x 2.2 cm （1 5/8 x 7/8 in）                   | 象牙に墨、象嵌         | 流砂型 |
| Ryuan, a Daoist Immortals （道教の仙人、りゅうあん） | M.87.263.35    | 5.9 x 2.6 x 1.6 cm （2 5/16 x 1 x 5/8 in.）       | 象牙                   | 饅頭型 |
| Rabbit Pair （双兎）                                 | M.91.250.217   | 4.0 x 3.1 x 2.7 cm （1 9/16 x 1 1/4 x 1 1/16 in） | 象牙に象嵌             | [ 10 ] |
| Floating Cranes （漂う鶴）                           | M.91.250.339   | 4.6 x 2.4 x 2.2 cm （1 13/16 x 15/16 x 7/8 in）   | 象牙によごし、墨、象嵌 | [ 11 ] |
| Reclining Oxs （臥牛）                               | 71.961         | 3 x 4.4 cm （1 3/16 x 1 3/4 in）                  | 象牙、彫り物           | [ 12 ] |
| Bear Licking Honeys （蜂蜜をなめる熊）               | AC1998.249.99  | 4.4 x 3.1 x 2.8 cm （1 3/4 x 1 1/4 x 1 1/8 in）   | 黒檀に象嵌             | [ 13 ] |

## その他
根付師「懐玉齋」の名義は懐玉、懐玉堂の別名でもあり、懐玉齋の他に正次を名乗った北鳥齋がある。
2015年6月2日『開運!なんでも鑑定団』（テレビ東京）にて正次の作品が依頼品として出品された。大熊敏之が鑑定したところ、贋作であるとされ、価値は3000円と言い渡された。